# Riola
Riola és un municipi del País Valencià situat a la comarca de la Ribera Baixa.

## Geografia
El terme de Riola està situat a la banda dreta del riu Xúquer, que és el seu únic accident geogràfic i discorre per la part septentrional. Les seues aigües s'aprofiten per al reg de les hortes i arrossars. La seua presència ha condicionat el relleu, una perfecta plana al·luvial reblida de sediments quaternaris de l'Holocé.
El municipi té un clima mediterrani típic.
Des de València, s'accedeix a aquesta localitat prenent la V-31 i després la N-332 per a enllaçar amb la CV-505.

### Localitats limítrofes
El terme municipal de Riola limita amb les següents localitats: Corbera, Fortaleny, Polinyà de Xúquer i Sueca.

## Història
Documentalment apareix per primera vegada en el Llibre del Repartiment, encara que amb el nom de Ariola, que més tard passaria a ser Giola, segons Beuter, i finalment Riola. Pere el Cerimoniós la va incorporar a la Corona d'Aragó.
Va formar part del municipi de Corbera fins que en 1836 va ser segregat i elevat a municipi independent. En 1864 va patir greus inundacions per desbordament del riu Xúquer, tragèdia que es va repetir quasi amb la mateixa intensitat en 1916.
En 1646, després de l'expulsió dels moriscos, Riola comptava amb 59 cases habitades (unes 250 persones). Es va recuperar durant el segle xviii i va aconseguir la xifra de 150 veïns (més de 700 habitants) el 1794. L'any 1900 tenia 1.000 habitants. Els bons preus assolits per la taronja en el segon i tercer decenni del segle xx van produir un ràpid augment de població, arribant-se a comptabilitzar 1.608 habitants en el cens de 1950. Després començaria la crisi agrària i l'emigració cap a França.

## Política i Govern

### Composició de la Corporació Municipal
El Ple de l'Ajuntament està format per 9 regidors. En les eleccions municipals de 26 de maig de 2019 foren elegits 7 regidors d'Esquerra Unida-Seguim Endavant (EUPV) i 2 de Compromís per Riola (Compromís).
| Eleccions municipals de 26 de maig de 2019 - Riola                                                                                              |                                     |                                     |                                     |        |          |          |
| Candidatura | Candidatura                         | Candidatura                         | Cap de llista                       | Vots   | Vots     | Regidors |
| | Esquerra Unida-Seguim Endavant      |                                     | Judith Capellino Ventura            | 692    | 62,57%   | 7 (+3)   |
| | Compromís per Riola                 |                                     | Joan Lluís Rodrigo Ventura          | 272    | 24,59%   | 2 (+2)   |
| | Altres candidatures                 |                                     |                                     | 135    | 12,20%   | 0 ( -5)  |
| | Vots en blanc                       |                                     |                                     | 7      | 0,63%    |          |
| Total vots vàlids i regidors | Total vots vàlids i regidors        | Total vots vàlids i regidors        | Total vots vàlids i regidors        | 1.106  | 100 %    | 9        |
| | Vots nuls                           | Vots nuls                           | Vots nuls                           | 18     | 1,60%    |          |
| Participació (vots vàlids més nuls) | Participació (vots vàlids més nuls) | Participació (vots vàlids més nuls) | Participació (vots vàlids més nuls) | 1.124  | 79,72%** |          |
| Abstenció | Abstenció                           | Abstenció                           | Abstenció                           | 286*   | 20,28%** |          |
| Total cens electoral | Total cens electoral                | Total cens electoral                | Total cens electoral                | 1.410* | 100 %**  |          |
| Alcaldessa: Judith Capellino Ventura (PP) (15/06/2019) Per majoria absoluta dels vots dels regidors (7 vots d'Esquerra Unida del País Valencià) |                                     |                                     |                                     |        |          |          |
| Fonts: JEC, JEZ Alzira, M. Interior, Periòdic Ara. (* No són vots sinó electors. ** Percentatge respecte del cens electoral.)                   |                                     |                                     |                                     |        |          |          |

### Alcaldes
Des de 2015 l'alcaldessa de Riola és Judith Capellino Ventura d'EUPV.
| Període                       | Alcalde o alcaldessa        | Partit polític | Data de possessió | Observacions |
| ----------------------------- | --------------------------- | -------------- | ----------------- | ------------ |
| 1979–1983                     | Alfredo Chofre Tomás        | PCE            | 19/04/1979        | --           |
| 1983–1987                     | Alfredo Chofre Tomás        | PCE-PCPV       | 28/05/1983        | --           |
| 1987–1991                     | Antonio García Gascó        | PSPV-PSOE      | 30/06/1987        | --           |
| 1991–1995                     | Antonio García Gascó        | PSPV-PSOE      | 15/06/1991        | --           |
| 1995–1999                     | Juan Gomis Lli              | EU-EV          | 17/06/1995        | --           |
| 1999–2003                     | Juan Pascual Gascó          | EUPV           | 03/07/1999        | --           |
| 2003–2007                     | Manuel Cirilo Anaya Gallart | PSPV-PSOE      | 14/06/2003        | --           |
| 2007–2011                     | Manuel Cirilo Anaya Gallart | PSPV-PSOE      | 16/06/2007        | --           |
| 2011–2015                     | Manuel Cirilo Anaya Gallart | PSPV-PSOE      | 11/06/2011        | --           |
| 2015–2019                     | Judith Capellino Ventura    | EUPV           | 13/06/2015        | --           |
| 2019-2023                     | Judith Capellino Ventura    | EUPV           | 15/06/2019        | --           |
| Des de 2023                   | n/d                         | n/d            | 17/06/2023        | --           |
| Fonts: Generalitat Valenciana |                             |                |                   |              |

## Demografia
| 1990  | 1992  | 1994  | 1996  | 1998  | 2000  | 2002  | 2004  | 2005  | 2007  | 2011  |
| ----- | ----- | ----- | ----- | ----- | ----- | ----- | ----- | ----- | ----- | ----- |
| 1.691 | 1.631 | 1.642 | 1.600 | 1.584 | 1.609 | 1.638 | 1.706 | 1.734 | 1.824 | 1.875 |

## Economia
La seua economia està basada tradicionalment en l'agricultura (cultius de tarongers), per la qual cosa la major part dels veïns de Riola han sigut assalariats del camp. No obstant això, ara per ara la gran majoria estan ocupats en el sector servicis (construcció, hostaleria) o el sector secundari (indústria).

## Monuments
- Església Parroquial. Va ser edificada el 1735 i està dedicada a Santa Maria La Major sent un edifici de planta neoclàssica encara que amb molts elements barrocs. A la part posterior de la mateixa es conserva part de la torre de l'època de l'Islam.

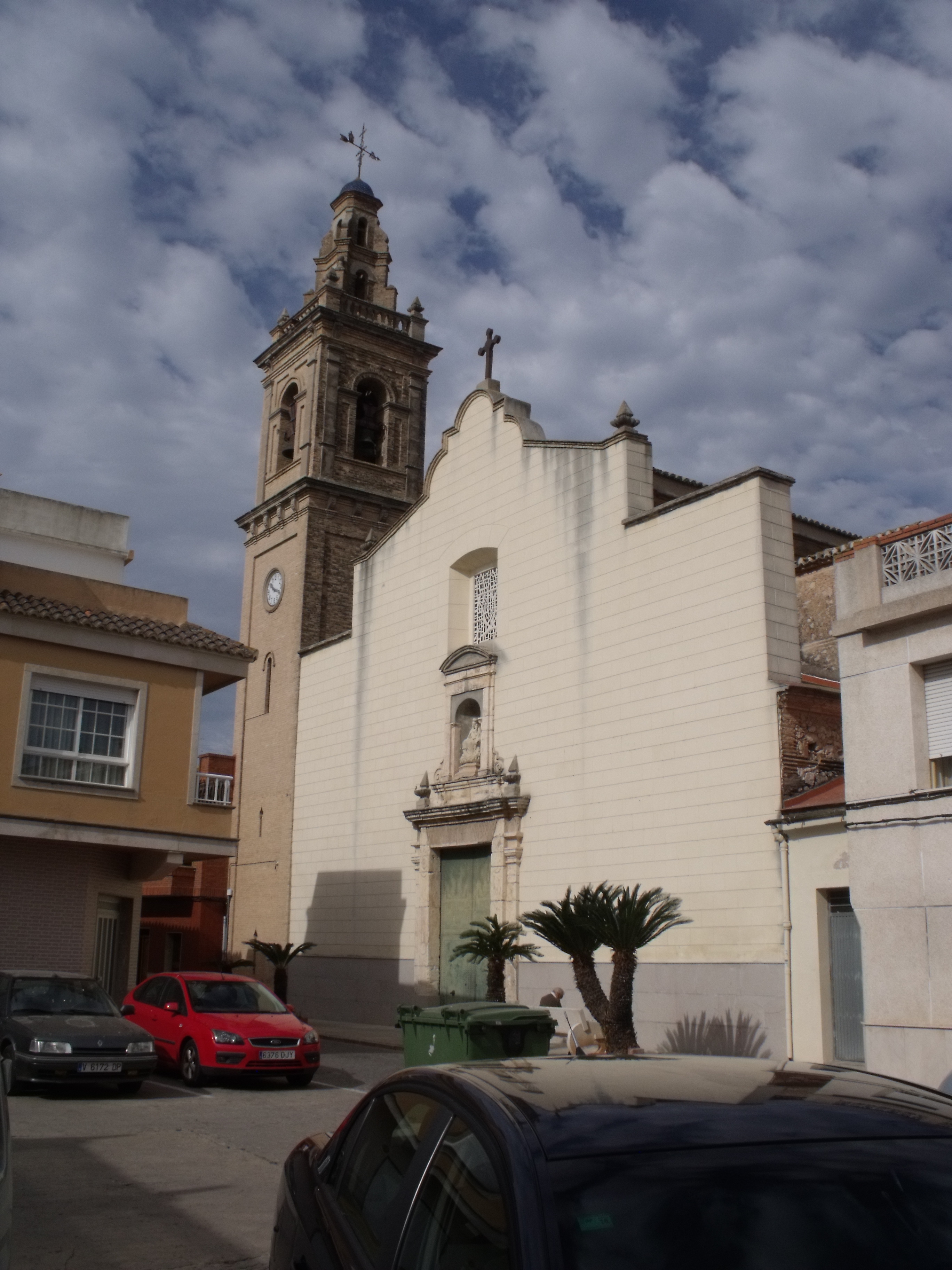
Vista general
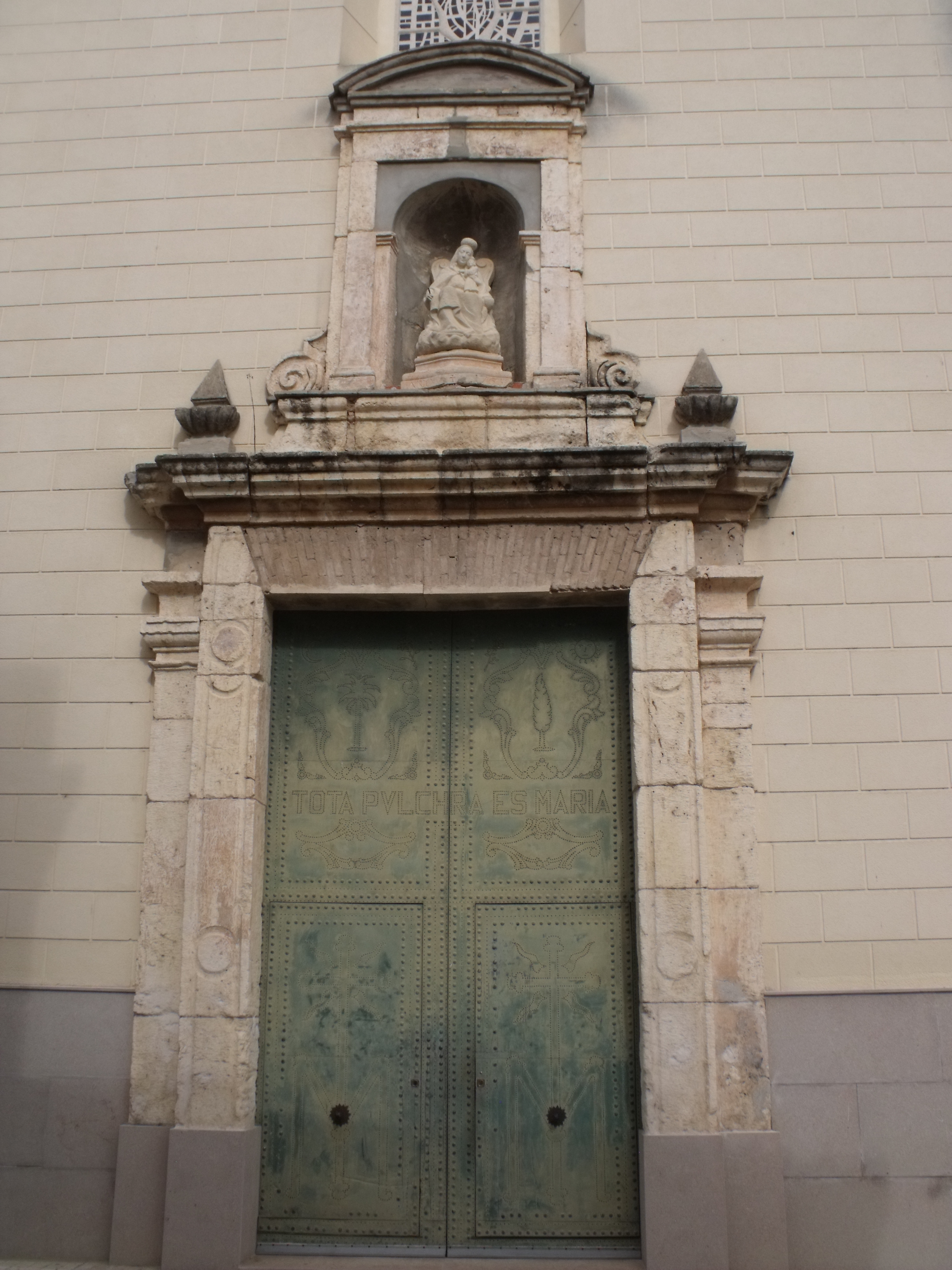
Detall porta d'entrada
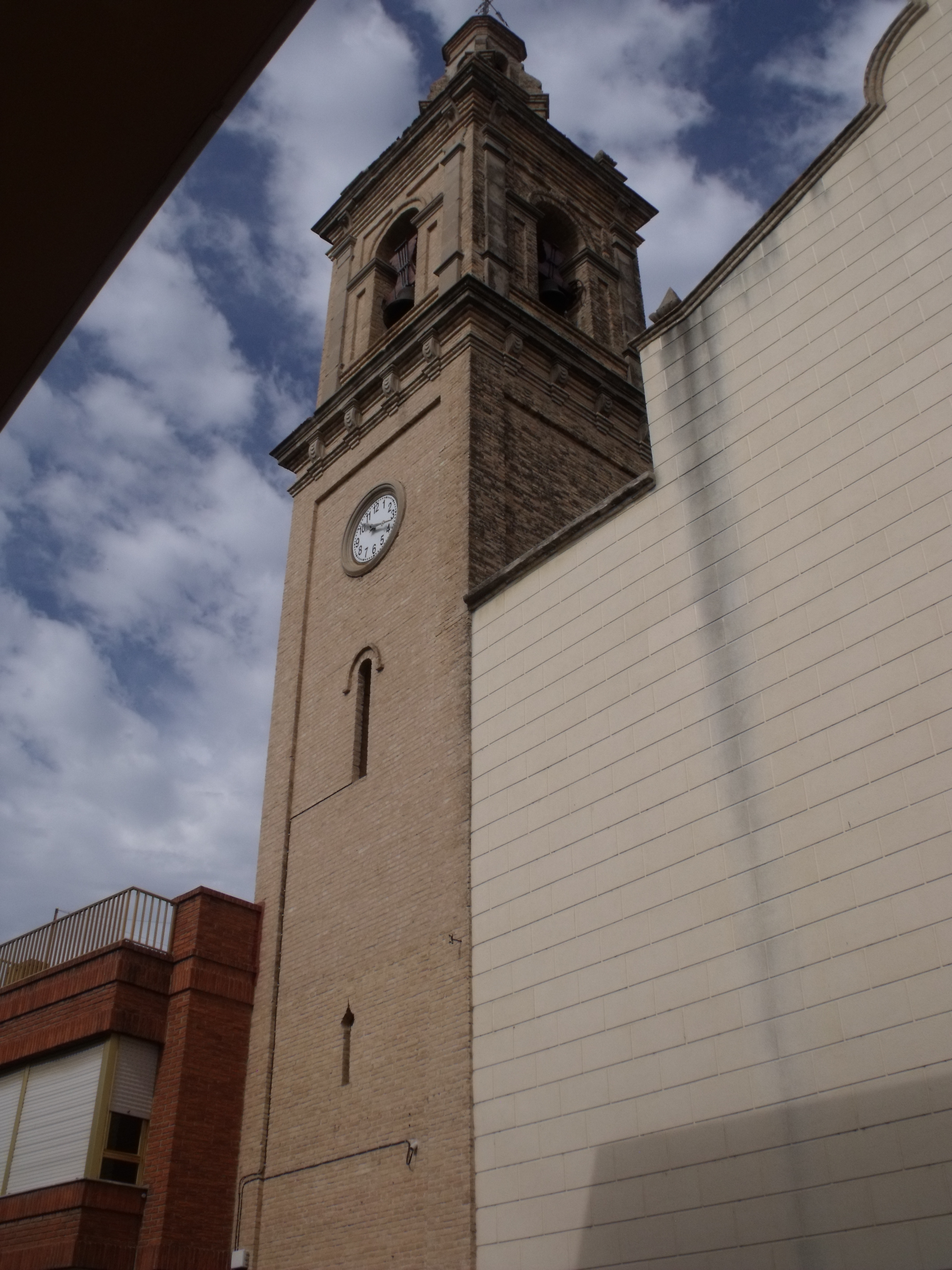
Campanar

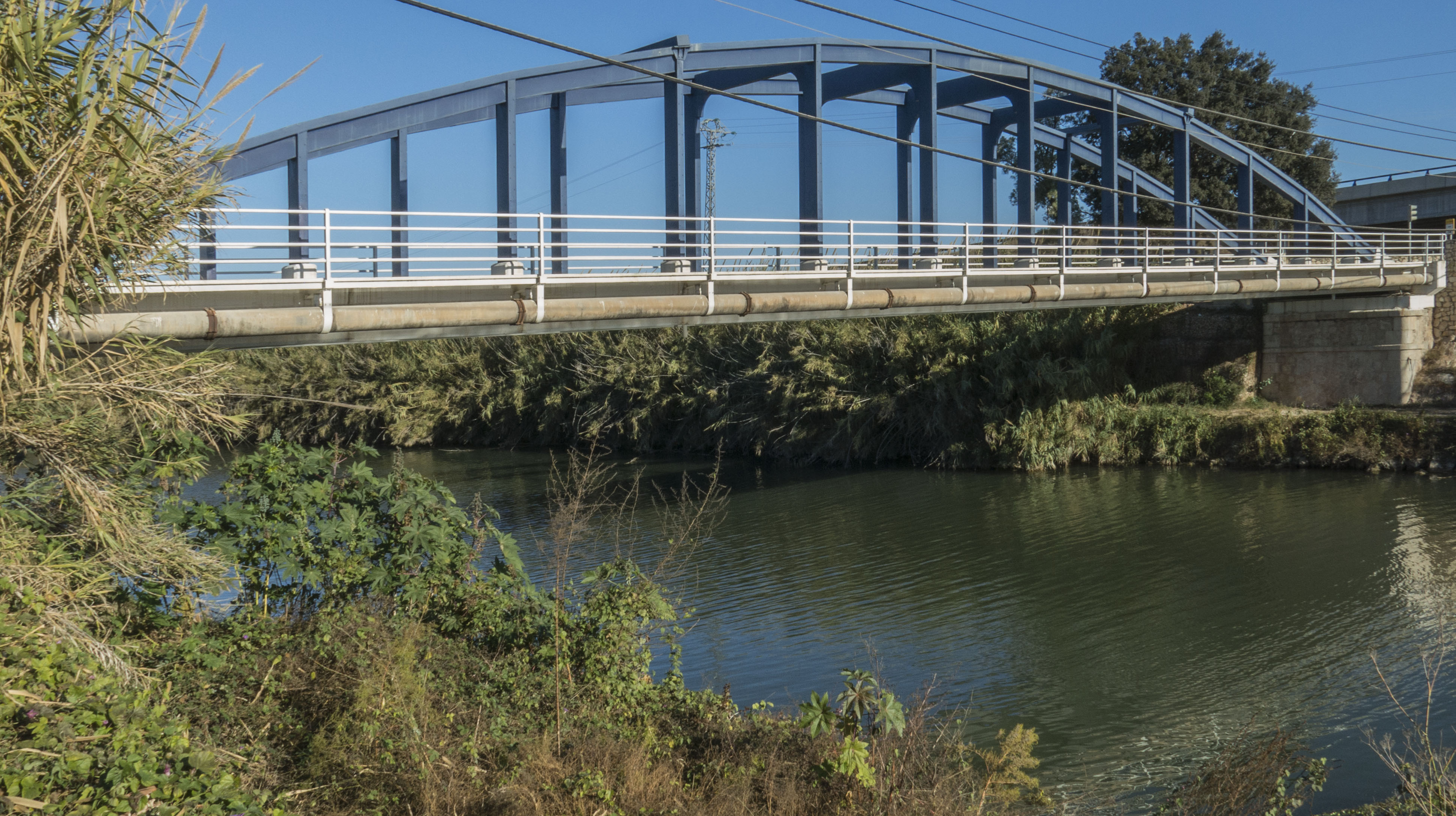
Pont de ferro a Riola

- Pont de Riola. Pont de ferro a Riola El 20 de maig de 1898, l'advocat valentí n'Higinio Chofre Calpe comprà a na Juana Romero Domingo, vídua d'en Lisardo Garcia Blanco, la concessió per a construir un pont de ferro sobre el riu Xúquer, entre Sueca i Riola, emplaçat al lloc conegut aleshores com a Cruz de Muzquiz; per la suma de 1.500 pessetes. Anteriorment, en Lisardo Garcia havia adquirit eixa concessió dels hereus de la primera concessionària, na Maria Ramos, vídua de Calatayud. El 25 de maig del mateix any, en document públic, n'Higinio Chofre Calpe va cedir la meitat dels drets a en Bernat Aliño i Alcaraz, metge cirurgià de Sueca, per 750 pessetes, i varen constituir una societat amb la finalitat de construir el Pont (de Riola) de Ferro, denominada Chofre y Aliño, amb un capital social de 10.000 pessetes. Una de les clàusules estipulades en l'escriptura pública de constitució de la societat era, curiosament, la que autoritzava a Bernat Aliño (u dels dos socis), a sustentar en el pont, el tub d'aigua que havia de travessar el riu, a conseqüència de la canalització que en Bernat Aliño anava a fer per a transportar fins a Sueca l'aigua que brollava d'una font existent en un hort que este senyor tenia a Corbera. Ja en novembre de 1899, sent alcalde de Sueca en Joan Llopis Llombart, i alcalde de Riola n'Enric Chaqués Montagut, es va donar possessió a la Societat Chofre y Aliño dels estreps, les rampes i la caseta del guarda de l'antic pont de barques, per a executar les obres del Pont de Ferro. I fou el 2 de desembre de 1899, quan primer a la part de Sueca i després a la de Riola, i conjuntament amb els seus alcaldes, en compliment d'allò estipulat pel Governador Civil de la Província, i junt a l'Inspector de Policia i tres testimonis, es marcaren les fites que havien d'assenyalar els terrenys a expropiar d'acord amb el plànol topogràfic confeccionat per l'Enginyer Provincial d'Obres Públiques. Una vegada acabats tots els tràmits, s'encetaren les obres de construcció del Pont de Ferro, que es va executar segons el sistema Bowstring dels d'arc metàl·lic. És del tipus de tauler inferior, i està dissenyat per a suportar les fortes crescudes del riu Xúquer. Consta de dos arcs el·líptics situats paral·lelament als dos costats del pont amb tirants rectes que sostenen el tauler. Els dos extrems descansen sobre pilars de carreus de pedra, i la part inferior sosté uns tubs de fibrocement de conducció d'aigua. Sembla que el pont s'inaugurà l'any 1918, i va ser objecte d'una rehabilitació pels anys 1988-89 (jmv - Font: Arxiu Històric Municipal de Sueca, Exp. URB-42/02, URB-35/2)

## Festes
- Festes Patronals. Se celebren durant la primera quinzena d'agost entre el 3 i l'11.